# 陸田
陸田（りくでん）は、水稲などを栽培するために畑を利用する農地をいう。

## 概要
陸田は畑地に井戸を掘削し、その水を利用して畑地に水を張り水稲を栽培する灌漑農法の一種である。この手法は昭和30年代半ばから昭和40年代に普及し始め、初期には各農家自身で長さ4尺ほどのパイプの先に弁を設け、それを竹ざおに繋ぎ、水を穴に注入しながら井戸の掘削を行っていた。一日で約5間から6間ほど掘削すると地下水に至り、それを石油発動機を用いて汲み上げていた。陸田が普及し始めるに従い地下水位が下がり、比較的深度の浅い手掘り井戸は枯れていった。このため井戸屋の手により30mから40mの井戸を突き、用いられるようになった。河川に面した畑地においては直接河川から揚水が行われる場合もある。今日では揚水に電動ポンプが用いられることが多くなった。基本的に井戸は畑の隅に掘り、井戸を覆うように小屋を設けることが多く、井戸のポンプ小屋は地域により陸田小屋（りくでん ごや）とも称されている。陸田では畑に水を張るため、漏水がないよう畑の周囲に土盛りをし畦を設ける。畑地に水を張るため、土壌の地質などにより水田に比べ3倍から10倍の用水を要することもある。陸田での耕作の利点として、田起こし（田うない）や田干し・稲刈りが水気の多い深田や湿田に比べ行いやすく、井戸のため水管理がしやすいことが挙げられる。また、除草作業が行いやすく、収量も比較的多くなっている。